# Bactrocera montana
Bactrocera montana är en tvåvingeart som först beskrevs av Hardy 1983.  Bactrocera montana ingår i släktet Bactrocera och familjen borrflugor. Inga underarter finns listade.